# Kriegerdenkmal (Ajaccio)

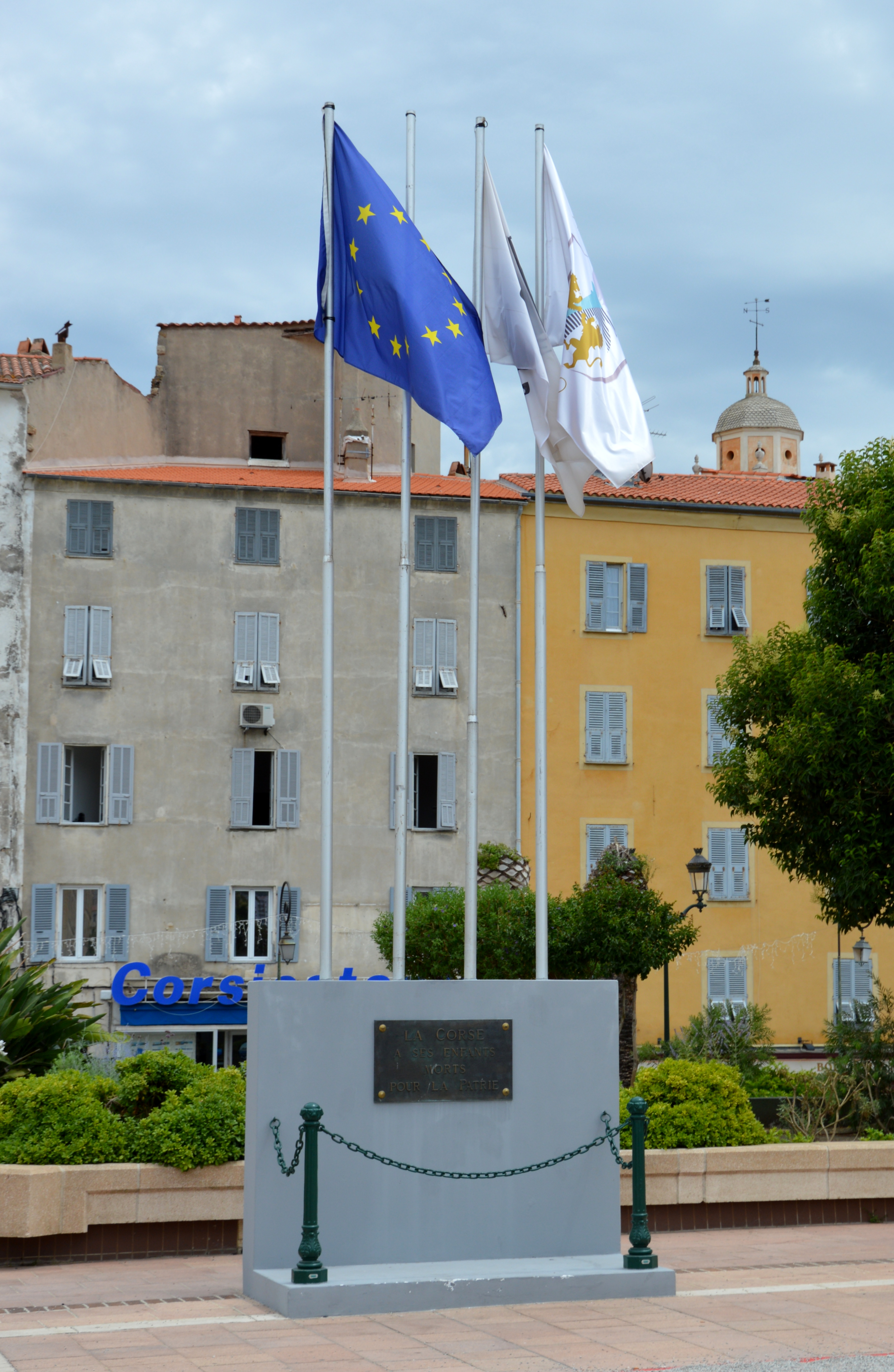
Kriegerdenkmal mit Flaggen, im Bild fehlt die Französische Flagge

Das Kriegerdenkmal ist ein Denkmal für die Gefallenen des Ersten und Zweiten Weltkriegs in Ajaccio, der Hauptstadt der Insel Korsika.

## Lage
Das Denkmal befindet sich am westlichen Rand der Altstadt von Ajaccio, auf der Südostseite der Place du Général de Gaulle. Etwas weiter westlich befindet sich das Napoleon Bonaparte gewidmete Monument à Napoléon Ier et ses frères.

## Gestaltung und Geschichte
Es besteht aus einer schlichten kleinen Mauer, an der sich eine Gedenktafel befindet. Vor der Mauer befindet sich als Absperrung eine Kette zwischen Pfosten. Hinter der Mauer ragen vier Fahnenmasten auf, die für die Europaflagge, die Flagge Frankreichs, Flagge Korsikas und eine Flagge mit dem Wappen der Stadt Ajaccio vorgesehen sind.
Die Inschrift auf der Gedenktafel lautet:
LA CORSE

A SES ENFANTS

MORTS

POUR LA PATRIE
(deutsch etwa: Korsika, seinen für das Vaterland gestorbenen Kindern)